# ロバート・F・ストライカー
ロバート・F・ストライカー (Robert F. Stryker, 1944年11月9日 – 1967年11月7日) は、アメリカ陸軍の軍人であり、ベトナム戦争での行動により死後に名誉勲章を受賞した。ストライカー装甲車は彼とスチュアート・S・ストライカー一等兵の名誉を讃えて命名された。
ストライカーは1963年にアメリカ陸軍に入隊した 。彼はニューヨーク州トループにあるパインヒル墓地に埋葬されている。 

## 名誉勲章
ストライカーが受賞した名誉勲章には下記のように記されている。